# Накаџима Б6Н
Накаџима Б6Н Тензан (небеска планина) (Џил по америчком коду) је био јапански тросједи торпедни бомбардер из периода Другог свјетског рата, којег је прозводила фабрика Накаџима.

## Развој
Б6Н је био торпедни бомбардерски авион конвенционалног изгледа, али у многим погледима бољи од савезничких торпедних бобмардера тог периода (TBF авенџер и Фејри Баракуда). Дизајниран је као замјена за Б5Н, као авион чистих линија и без унутрашњег спемишта за бомбе. Са верзијом Б6Н1, која је имала 4-краку елису, су откривени проблеми због вибрација и прегријавања мотора. Упркос томе је задржана у служби, али замијењена на производним линијама са верзијом Б6Н2 са слабијим али поузданим Касеи мотором. Касеи је монтиран у боље обликовано кућиште а издувне цијеви су монтиране тако да обезбјеђују додатни потисак.

## У борби
Тензани су кренули у борбе у току јуна 1944. код Бугенвила у архипелагу Маршалских острва. Послије тога се налазе у свим тешким борбама према крају рата, а неки авиони су опремљени радаром за ноћна дејства. Од априла до јуна 1945. воде се борбе за Окинаву, и Б6Н учествују са торпедним и камиказе нападима на флоту САД. Већ тада њима лете неискусни пилоти са земаљских база, пошто су сви јапански носачи авиона уништени.

## Производња
Укупно је произведено 1268 авиона Б6Н.

## Карактеристике
- Накаџима Б6Н
- Торпедни бомбардер
- Први лет: март 1942.
- Производња: ?
- Ушао у употребу: (Б6Н1) рана 1943, (Б6Н2) децембар 1943.
- Димензије
- Масе
  - Погонска група
  - Мотор:
- (Б6Н1) један, звјездасти, Накаџима Мамори 11, 1870 КС, 14 цилиндара
- (Б6Н2) један, звјездасти, Мицубиши Касеи 25, 1850 КС, 14 цилиндара

## Летне особине
- Максимална брзина: (Б6Н1) 465 Km/h, Б6Н2 482
- Радијус дејства: (Б6Н1) 1460-3720 Km, (Б6Н2) 1745-3050
- Оперативни плафон: (Б6Н1) 8650 m, (Б6Н2) 9040
- Брзина уздизања: (Б6Н1) 525 m у минути, (Б6Н2) 575 m у минути

## Наоружање (Б6Н1 и Б6Н2)
- Стрељачко:
  - 1 митраљез 7.7  ручно управљан из кабине са ? метака, 1 митраљез 7.7  ручно управљан кроз под кабине унатраг са ? метака, и 1 фиксни митраљез 7.7 mm у крилу са ? метака (понекад изостављен на Б6Н1)
- Бомбе:
  - централни подтрупни носач за торпедо од 800 kg, калибра 18 палаца или 6 бомби од по 100